# 石井廣治
石井 廣治（いしい ひろじ、1906年2月20日 - 1988年7月22日）は、昭和時代日本の実業家、政治家。タイヘイレコード（のち日本マーキュリー）代表取締役社長、兵庫県議会議員（3期）を務める。

## 来歴
神戸市出身。1930年（昭和5年）に灘区で合資会社六甲ゴム製造所を立ち上げる。1944年（昭和19年）、神戸経済大学経営経録第一講習所を卒業。
西宮市今津に所在し、戦時下でキングレコード改め富士音盤に接収されていた旧タイヘイレコードの工場を買い戻す受け皿として資本金400万円で新法人のタイヘイ音響株式会社を設立し、10年ぶりにレーベルを復活させる。1952年（昭和27年）にはアメリカ合衆国（米国）のマーキュリー・レコードと契約を結び、社名を「日本マーキュリー」へ変更した。1953年（昭和28年）には米マーキュリーを通じてノーマン・グランツ率いるジャズ・アット・ザ・フィルハーモニックの日本公演に尽力している。
1959年（昭和34年）4月の兵庫県議会議員選挙で須磨区から立候補して初当選。以降、自民党に所属し3期を務めた。政界引退後は日本マーキュリーの会長職に在ったが、1980年（昭和55年）に工場の土地明け渡しのため廃業している。
1988年（昭和63年）7月22日、肝不全のため神戸市中央区の神戸市立中央市民病院で死去。享年83（満82歳没）。

## 家族・親族
子は男子4人で元自治大臣の石井一は長男、元参議院議員の石井一二は次男。
兵庫県議会議員の石井健一郎および、衆議院議員を経て西宮市長となった石井登志郎は孫（共に三男の子で、登志郎は一の養子）。